# Sámuel Teleki
Sámuel Teleki (n. 17 noiembrie 1739, Ghernesig, azi Gornești, județul Mureș – d. 7 august 1822, Viena) a fost un cancelar al Transilvaniei, om de cultură, fondatorul Bibliotecii Teleki din Târgu Mureș.
1. 1 2 3  Genealogics
2. ↑  BETHLEN Zsuzsanna, Data Collection of the Hungarian Peerage, accesat în 10 octombrie 2023
3. ↑  Autoritatea BnF, accesat în 10 octombrie 2015
4. ↑  CONOR.SI[*] Verificați valoarea |titlelink= (ajutor)